# Емма (фільм)
«Емма» (англ. Emma) — романтична комедія 1996 року за однойменним романом Джейн Остін.

## Зміст
Молода жінка Емма Вудхаус живе з овдовілим батьком у передмісті Лондона і від нудьги влаштовує особисте щастя своїх знайомих, зводячи їх одне з одним. Вона бере під свою опіку Гаррієт Сміт, проте містер Елтон — наречений, якого Емма вибрала для Сміт, — закохується в саму сваху.

## Ролі
| Актор             | Роль            |
| ----------------- | --------------- |
| Гвінет Пелтроу    | Емма Вудгаус    |
| Деніс Готорн      | містер Вудгаус  |
| Джеремі Нортем    | містер Найтлі   |
| Брайан Капрон     | Джон Найтлі     |
| Карен Вествуд     | Ізабелла Найтлі |
| Філліда Ло        | місіс Бейтс     |
| Софі Томпсон      | міс Бейтс       |
| Поллі Вокер       | Джейн Фейрфакс  |
| Юен Макгрегор     | Френк Черчилл   |
| Джеймс Космо      | містер Вестон   |
| Грета Скаккі      | місіс Вестон    |
| Алан Каммінг      | містер Елтон    |
| Джульєт Стівенсон | місіс Елтон     |
| Кетлін Байрон     | місіс Годдард   |
| Тоні Коллетт      | Гаррієт Сміт    |
| Едвард Вудалл     | містер Мартін   |
| Ребекка Крейг     | міс Мартін      |

## Знімальна група
- Режисура — Дуглас МакГрат
- Сценарій — Дуглас МакГрат, Джейн Остін
- Продюсування — Патрік Кассаветті, Донна Джільотті, Донна Грей
- Композиторка — Рейчел Портман